# 鍾朗
鍾朗，字玉行。浙江石門縣（今属桐乡市）人。清朝政治人物。顺治甲午解元，己亥进士。官至参议。

## 生平
顺治十一年甲午科（1654年）浙江乡试第一名举人。顺治十六年（1659年）进士。选翰林院庶吉士，散馆改工部主事，出视江南芦政，请求豁免贫户积欠银钱数万两。历官刑部郎中、陕西提学道，任内严禁苞苴，振兴文教。升任布政使司参议。致仕归。

## 轶事
《虞初新志》載四明士人扶乩得其名之奇事。